# Arthur Friedenreich
Arthur Friedenreich, född 18 juli 1892 i São Paulo, död 6 september 1969, var en brasiliansk fotbollsspelare. Kallad Tigern var han den första mörkhyade superstjärnan inom fotboll och en av de första som använde sig av en skruvad bollbana för att göra mål. Han anses vara en av tidernas bästa målgörare.

## Biografi
Arthur Friedenreich var son till Oscar Friedenreich vars föräldrar emigrerat från Dahme i Tyskland; Oscar själv var född i Blumenau. Friedenreich växte upp i São Paulo-stadsdelen Luz där hans mor Mathilde, infödd brasilianska, arbetade som tvätterska. Fadern Oscar var köpman och till fotbollen hittade Friedenreich via idrottslektionerna på Mackenzie College, en privatskola i São Paulo.

### En snabbfotad pionjär med skruv
Friedenreich kunde börja spela fotboll, som då var en sport för överklassen, tack vare att hans föräldrar ändå hade tillräckligt med pengar. 1909 blev han medlem i SC Germânia, en förening för fotbollsspelare med rötterna i Tyskland. Friedenreich var en pionjär som med sin mörka hudfärg stötte på rasismen i alla dess fula varianter. För att undkomma glåpord försökte han dölja sin afrikanska härkomst genom att platta sitt hår och sätta på sig ett hårnät.
Då mörkhyade spelare i Brasilien behandlades olika även av domarna utvecklade Friedenreich sin spelstil till en snabb, flytande sådan. Detta för att undkomma de värsta tacklingarna och efterslängarna, som det ändå inte var säkert att han skulle få frispark för – då han ju var av en annan hudfärg. Trots detta avancerade han till att bli en av den brasilianska fotbollens första storstjärnor. 
Friedenreich anses vara en av de första att bemästra tekniken att vid skottögonblicket ge bollen en rotation i sidled vilket då ger en snurrande boll och därmed en skruvad bollbana.

### Brasiliens landslag
1914 var Friedenreich med i brasilianska landslagets första match någonsin då laget mötte engelska Exeter City FC, en match Brasilien vann med 2–0. Sammanlagt blev det 22 officiella landskamper och 10 mål med vinster i bl.a. Copa América 1919 och 1922. Under det brasilianska laget Athletico Paulistanos turné i Europa 1925 blev han känd som "Kungen av fotboll".

### Avslut på karriären
Friedenreich avslutade karriären efter spel i Rio de Janeiroklubben Flamengo 1934 42 år gammal. Sammanlagt gjorde han 1 239 mål på 1 329 matcher, vilket är näst bäst genom tiderna (alla är dock inte dokumenterade); bara Pelé har gjort fler mål, 1 380 mål. Andra källor påstår dock att han gjorde 1329 mål på 1239 matcher, vilket i sådana fall skulle innebära att han har gjort fler mål än Pelé.
Friedenreich avled 6 september 1969, 77 år gammal. Till hans ära delades 1969–1975 och åter sedan 2008 ett pris ut, Prêmio Arthur Friedenreich, till den spelare som varje säsong totalt gjort flest mål i den brasilianska fotbollen.

## Spelarmeriter
1909 SC Germânia
1910 Clube Atlético Ypiranga
1911 SC Germânia
1912 Associacão Atlética Mackenzie College
1913–1915 Clube Atlético Ypiranga
1916 Clube Atlético Paulistano
1917 Clube Atlético Ypiranga
1918–1929 Clube Atlético Paulistano
1929–1931 São Paulo FC
1931–1934 Clube de Regatas do Flamengo
Han vann skytteligan i Liga Paulista dessa år:
1912 Klubb: Associação Atlética Mackenzie College 12 mål
1914 Klubb: Clube Atlético Paulistano 12 mål
1917 Klubb: Clube Atlético Ypiranga 15 mål
1918 Klubb: Clube Atlético Paulistano 25 mål
1919 Klubb: Clube Atlético Ypiranga 26 mål
1921 Klubb: Clube Atlético Paulistano 33 mål
1927 Klubb: Clube Atlético Paulistano 13 mål
1928 Klubb: Clube Atlético Paulistano 29 mål
1929 Klubb: Clube Atlético Paulistano 16 mål